# Orthaga
Orthaga is een geslacht van vlinders van de familie snuitmotten (Pyralidae), uit de onderfamilie Epipaschiinae.

## Soorten
- O. achatina Butler
- O. aenescens Moore, 1888
- O. amphimelas Turner, 1913
- O. asbolaea Meyrick, 1938
- O. auroviridalis Hampson, 1896
- O. basalis Moore
- O. bipartalis Hampson, 1906
- O. castanealis Kenrick, 1907
- O. columbalis Kenrick, 1907
- O. confusa Wileman & South, 1917
- O. cryptochalcis de Joannis, 1927
- O. chionalis Hampson, 1906
- O. disparoidalis Caradja, 1925
- O. durranti West, 1931
- O. ecphoceana Hampson, 1916
- O. edetalis Strand, 1919
- O. erebochlaena Meyrick, 1938
- O. euadrusalis Walker, 1859
- O. eumictalis Hampson, 1916
- O. euryzona Hampson, 1896
- O. exvinacea (Hampson, 1891)
- O. ferrealis Hampson, 1906
- O. ferruginea Lucas, 1894
- O. fumida Hering, 1901
- O. fuscofascialis Kenrick, 1907
- O. haemarphoralis Hampson, 1916
- O. hemileuca Hampson, 1916
- O. icarusalis Walker, 1859
- O. irrorata Hampson
- O. klossi Rothschild, 1916
- O. leucatma Meyrick, 1932
- O. leucolophota Hampson, 1916
- O. lithochroa Hampson, 1916
- O. mangiferae Misra., 1932
- O. melanoperalis Hampson, 1906
- O. meyricki West, 1931
- O. mixtalis Walker, 1863
- O. molleri Hampson, 1896
- O. olivacea Warren, 1891
- O. onerata Butler
- O. percnodes Turner, 1905
- O. phaeopteralis Lower, 1902
- O. prionosticha Turner, 1925
- O. rhodoptila Meyrick, 1932
- O. roseiplaga Hampson, 1896
- O. rubridiscalis Hampson, 1906
- O. rudis Walker, 1862
- O. semialba Meyrick, 1932
- O. semieburnea Roepke, 1932
- O. seminivea (Warren, 1895)
- O. subbasalis Hering, 1901
- O. tholoessa Turner, 1926
- O. tritonalis Walker
- O. umbrimargo de Joannis, 1927
- O. vitialis Walker, 1859